# ドリーム・ザ・ドリーム
　『ドリーム・ザ・ドリーム』(Dream the Dream)は、2010年9月15日にLAレコーズからリリースされたエミー賞受賞者のミュージシャン スタン・ブッシュの11番目のスタジオ・アルバムである。
　当アルバムは作詞・作曲を務めたスタン・ブッシュとスタジオ・ミュージシャンとの演奏による新作11曲に加え、本来は2009年の映画『トランスフォーマー: リベンジ』に含めるため再録音されたものの最終的にはTVゲーム『ギター・ヒーロー: ワールド・トゥアー』(Guitar Hero: World Tour)にて無料デジタルダウンロードでの配布となった、彼の最も人気の高い曲である"ザ・タッチ"のカヴァーが収録されている。

## 曲目
| #         | タイトル                                                              | 作詞・作曲       | 時間  |
| --------- | --------------------------------------------------------------------- | ---------------- | ----- |
| 1.        | 「ネヴァー・ホゥルド・バック」(Never Hold Back)                       | スタン・ブッシュ | 3:34  |
| 2.        | 「アイム・スティル・ヒア」(I'm Still Here)                            | スタン・ブッシュ | 4:45  |
| 3.        | 「ドント・ギヴ・アップ・オン・ラヴ」(Don't Give Up On Love)           | スタン・ブッシュ | 3:43  |
| 4.        | 「トゥー・ハーツ」(Two Hearts)                                        | スタン・ブッシュ | 4:07  |
| 5.        | 「イン・マイ・ライフ」(In My Life)                                    | スタン・ブッシュ | 4:13  |
| 6.        | 「ラヴ・イズ・ザ・ロード」(Love Is the Road)                          | スタン・ブッシュ | 4:10  |
| 7.        | 「イフ・ディス・イズ・オール・ゼェア・イズ」(If This Is All There Is) | スタン・ブッシュ | 4:22  |
| 8.        | 「ドリーム・ザ・ドリーム」(Dream the Dream)                           | スタン・ブッシュ | 4:45  |
| 9.        | 「モア・ザン・ア・ミラクル」(More Than A Miracle)                     | スタン・ブッシュ | 4:23  |
| 10.       | 「ユア・タイム」(Your Time)                                           | スタン・ブッシュ | 4:30  |
| 11.       | 「オール・ザット・アイ・アム」(All That I Am)                         | スタン・ブッシュ | 4:30  |
| 12.       | 「サムズ・シーム (ザ・タッチ)」(Sam's Theme (The Touch))              | スタン・ブッシュ | 3:45  |
| 合計時間: | 合計時間:                                                             | 合計時間:        | 50:47 |

## 評価
このアルバムのリリースは好評をもって迎えられた。『トランスフォーマー』のエンスージアスト・サイトであるセイバートロン・コムは「スタン・ブッシュのファンのみならず、メロディック・ロック(Melodic rock)や、ポジティヴかつ元気の出る音楽を本当に楽しみたい人達にも当曲集を強く推薦する。」という肯定的な論評をアルバムに与えている。 不評だったラップ要素を排して再録音された"ザ・タッチ"に満足しているギークキャストレィディオは、「この最新版はかなり気に入ったし、最後には打ちのめされるようなちょっとしたロック・リフも用意されている！」としている。 プレイスィッチ・コムは、当アルバムを「2007年の『イン・ディス・ライフ』でスタートした、彼の驚くべき復帰が継続されている。」そして「『ドリーム・ザ・ドリーム』にてブッシュは、今一度自身の秘めた実力を立証して見せた。」と評した。

## 参照
1. ↑  “セイバートロン・レヴュー - スタン・ブッシュ ： ドリーム・ザ・ドリーム アルバム”.   セイバートロン (2010年9月15日). 2010年11月2日閲覧。
2. ↑  “ギークキャストレィディオ・レヴュー - スタン・ブッシュ ： ドリーム・ザ・ドリーム アルバム”.   セイバートロン (2010年8月27日). 2010年11月2日閲覧。
3. ↑  “プレイスィッチ・レヴュー - スタン・ブッシュ ： ドリーム・ザ・ドリーム アルバム”.   セイバートロン (2010年9月16日). 2010年11月2日閲覧。